# Georges Laffly
Georges Laffly (né à Blida en Algérie le 22 mai 1932 et mort le 11 avril 2008 à Paris 15e) est un journaliste, critique littéraire et essayiste français proche de la droite catholique.

## Biographie
Il collabora à des nombreuses revues dont La Nation française, Itinéraires, Minute, Le Spectacle du Monde, L'Aurore ou encore Certitudes. 
En 1976, il dirigea la publication de Hommage à Ernst Jünger aux éditions de La Table ronde. Il publia plusieurs essais dont un sur Montaigne et, en 2005, une monographie sur le sociologue Jules Monnerot.

## Ouvrages
- Mes livres politiques, Paris, Publications FB, 1992. Ce livre évoque plusieurs auteurs dont Guy Debord qui lut le livre en 1993 et en parle dans une lettre à Ricardo Paseyro (cf. Correspondance, volume 7, Fayard, 2008, page 397).
- Préface à Edmond Brua, Œuvres soigies, illustrations de Jean Brua, Calvisson, J. Gandini, 1993.
- (éd.) Propos et aphorismes de Madame de Sévigné, présentés et choisis par Georges Laffly, Clichy, Valmonde, 1996.
- Montaigne, libre et fidèle, Le Barroux, Éditions Sainte-Madeleine, 1997.
- État des lieux. Une société entre le rêve et la peur, Le Barroux, Éditions Sainte-Madeleine, 2000.
- Le grand conseil, Versailles, Éditions de Paris, 2005.
- Monnerot, Grez-sur-Loing, Éditions Pardès, coll. « Qui suis-je ? », 2005.
- Chroniques littéraires, Versailles, Via Romana, 2012  (ISBN 979-10-90029-09-5)